# Stat i staten
| Stat i staten |
| --- |
| Théodore Agrippa d'Aubigné, som först använde begreppet "Stat i staten". - Betydelse – okontrollerat etablissemang som verkar inuti ett lands statsapparat eller tolereras av delar av statsapparaten - Bakgrund – från 1500-talet - Vanliga exempel – religiösa, militära, juridiska eller massmediala delar av statlig verksamhet - Relaterat begrepp – Den djupa staten (Turkiet) |

Stat i staten (franska: L'État dans l'État) är ett politiskt begrepp. Det syftar på en organisation, ofta statlig eller i privilegierad särställning, som uppträder som om den vore helt oberoende och självständig gentemot alla andra aktörer samt verkar inuti statsapparaten, ofta i strid med andra statliga myndigheters vilja. Ordet användes första gången i slutet av 1500-talets Frankrike, som beteckning på romersk-katolska kyrkan. Senare har begreppet kommit till användning i samband med olika typer av okontrollerade etablissemang av religiös, militär, juridisk eller massmedial art, liksom för organiserad brottslighet som kunnat verka mer eller mindre fritt.

## Bakgrund
Begreppet stat i staten stammar från de franska hugenottkrigen i slutet av 1500-talet. Den som först använde begreppet (franska: "L'État dans l'État") var Théodore Agrippa d'Aubigné, som i en kritisk skrift hävdade att romersk-katolska kyrkan bildat en stat i staten.

## Senare användning
Stat i staten har som begrepp använts i många olika sammanhang. Sveriges public service-bolag inom television (SVT) och radio (Sveriges Radio) har av vissa setts som sådana organisationer. Orsaken skulle vara att regelverket kring de här bolagen inte liknar dem hos andra statliga verksamheter. Även Sveriges riksbank har beskyllts för att ha utvecklats till en liknande organisation, liksom Polisen i Sverige. I Norge har Etterretningstjenesten beskrivits som en "stat i staten".
"Stat i staten" används ibland även om olika typer av organiserad brottslighet som kunnat verka med lokala myndigheters goda minne. Exempel finns bland annat från Rumänien och den italienska regionen Sicilien.
I den islamiska världen har både islam och Egyptens försvarsmakt setts som exempel på en stat i staten.
Även militären i Turkiet har länge setts som del i en liknande okontrollerad  statsapparat. Icke-religiösa och demokratiskt misstänksamma delar av den turkiska staten har sedan störtandet av Osmanska riket setts som en stat i staten, men det vanligaste namnet för denna osynliga turkiska  "statsapparat" har varit Den djupa staten.
I USA har begreppet använts om det militärindustriella komplexet inom olika länder, samt om USA:s underrättelsegemenskap (avseende deras bevakning av befolkningen efter 11 september-attackerna och deras påstådda motarbetande av president Donald Trump)
.